# Lionel Aingimea
Lionel Rouwen Aingimea (Meneng, 2 settembre 1965) è un politico nauruano, presidente di Nauru dal 27 agosto 2019 al 29 settembre 2022.

## Biografia

### Carriera politica
Aingimea ha studiato legge in Australia e successivamente ha lavorato per l'ONG del Team di risorse per i diritti regionali, e come difensore d'ufficio nelle Isole Marshall. In seguito ha lavorato come docente di giurisprudenza presso l'Università del Pacifico del Sud. 
Nel 2013 si è candidato per l'elezione al Parlamento nel collegio elettorale di Meneng, senza essere eletto. Dopo le elezioni, si è unito alla nuova amministrazione del presidente Baron Waqa come segretario alla giustizia.
Dopo aver contestato con successo il seggio del Meneng alle elezioni del 2016, è stato nominato viceministro della giustizia e del controllo delle frontiere nel governo di Waqa, servizio presso il ministro della giustizia David Adeang. È stato rieletto nel 2019, quando Waqa ha perso il posto. Dopo le elezioni, è stato eletto presidente dal Parlamento, sconfiggendo Adeang con dodici voti contro sei.
È stato poi presidente di Nauru dal 27 agosto 2019 al 29 settembre 2022.